# Arrhenia salina
Arrhenia salina är en lavart som först beskrevs av Høil., och fick sitt nu gällande namn av Bon & Courtec. 1987. Enligt Catalogue of Life ingår Arrhenia salina i släktet Arrhenia,  och familjen Tricholomataceae, men enligt Dyntaxa är tillhörigheten istället släktet Arrhenia,  och familjen trådklubbor. Artens status i Sverige är: Ej påträffad. Inga underarter finns listade i Catalogue of Life.